# Жукова Ірина Ігорівна
Ірина Ігорівна Жукова (нар. 22 листопада 1974, Київ, Українська РСР, СРСР) — українська волейболістка, зв'язуюча. Гравчиня національної збірної. Переможець клубного чемпіонату світу і Ліги європейських чемпіонів.

## Із біографії
Народилась і виросла в Києві. У чемпіонаті України виступала за одеську «Джінестру» і черкаське «Хімволокно».
2001 року переїхала на Апеннінський півострів. У першому сезоні її «Модена» здобула перемоги на груповому етапі Ліги європейських чемпіонів над іспанським «Тенеріфе», німецьким «Шверінером», румунською «Університатією» і у чвертьфіналі — над турецьким «Вакифбанком». Вирішальні ігри проходили в Нижньому Тагілі. Важким виявився півфінал проти єкатеринбурзької «Уралочки», який тривав майже дві години і п'ять сетів. У фіналі команда Жукової перемогла іншого представника Італії — «Капо Суд» із Реджо-Калабрії (3:0). На внутрішній арені «Модена» була серед лідерів у всіх турнірах: четверте місце в чемпіонаті і виступи в півфіналах національного кубка і суперкубка.
Наступного сезону захищала кольори діючого чемпіона з Реджо-Калабрії. Після 5 турів групового раунду Ліги чемпіонів «Капо Суд» мав реальні шанси на вихід до стадії плейоф, але команда була дискаліфікована через дозаявку в березні 2001 року з порушенням регламенту румунсько-бразильської волейболістки Кристіни Пірв. Також клуб позбавили чемпіонського титулу. Морально надломлена команда поступилася у чвертьфіналі чемпіонату «Модені» і була розформована.
Ірина Жукова повернулася до «Модени». Сезон команда розпочала з перемоги в суперкубку завдяки виграшам у команд з Новари і Бергамо. У групі Ліги чемпіонів здобули по дві перемоги над «Уралочкою» та турецьким «Еджзаджибаши» та поділили очки з бакинським «Азеррейлом». У плейоф були сильнішими за іспанський «Дієго Порселос» з Бургоса і ввійшла до «Фіналу чотирьох» у польському місті Піла. У півфіналі «Модена» поступилася французькій команді «Канни», за яку виступала Олександра Фоміна, а в матчі за третє місце — «Фоппапедретті» (Бергамо). Бергамаскам поступилися у чвертьфіналі Серії А, а Жукова перейшла до цього клубу.
У сезоні 2003/2004 «Фоппапедретті» виграв національний чемпіонат і Кубок ЄКВ, наступного італійський суперкубок і Лігу чемпіонів. В інших турнірах клуб Джованні Капрари доходив до фіналу, але у вирішальних іграх поступався командам з Новари і Перуджі. Жукову визнали найкращою на своїй позиції в розіграші Ліги чемпіонів. Серед її партнерок у Бергамо була українка Тетяна Вороніна, хорватка Майя Поляк, німкеня Ангеліна Грюн, італійки Серена Ортолані і Франческа Піччініні.
2005 року зробила перерву в спортивній кар'єрі, повернула до Черкас, народила сина і повернулася у волейбол у складі місцевої команди, яка у той час мала назву «Круг», а очолював її чоловік Жукової Сергій Голотов. Того сезону черкаський клуб зробив дубль на внутрішній арені, а Жукову визнали найкращим гравцем чемпіонату.
Почали надходити пропозиції про продовження виступів за кордоном і спортсменка обрала команду з підмосковного Одинцова. У грудні «Заріччя» стало володарем національного кубка завдяки перемозі над московськом «Динамо» в п'яти сетах. Жукову визнали найкращою зв'язуючою «Фіналу чотирьох». На початку в Іспанії пройшли вирішальні матчі Ліги чемпіонів. У півфіналі підмосковна команда перемогла місцеву «Мурсію», а у фіналі поступилася італійській «Перуджі» (у складі якої виступала Тетяна Артеменко). Потім була півфінал чемпіонату Росії проти омського «Спартака», у якому Жукова отримала травму коліна і вже без її участі «Заріччя» вперше в своїй історії виграло чемпіонський титул.. Наступного сезону команда посіла третє місце у кубку і знову грала у фіналі першості, але цього разу сильнішим було «Динамо». Всього за два сезони провела в чемпіонаті Росії 41 матч і набрала 101 очко.
Після річної перерви стала гравцем бакинської «Рабіти», найсильнішого клубу Азербайджану того часу. Три сезони поспіль завершувала національний чемпіонат на першій позиції і в цей час чотири рази грала у фіналах міжнародних офіційних клубних турнірів. У березні 2011 її команда поступилася у фіналі Ліги чемпіонів стамбульському «Вакіфбанку» (3:0). У жовтні бакинки взяли реванш у вирішальній грі клубного чемпіонату світу, що проходив у Катарі. Для перемоги знадобилося три сети, а до основного складу «Рабіти» входили Наташа Крсманович, Наталія Мамедова, Міра Голубович, Наташа Осмокрович, Саня Старович і Ірина Жукова. У лізі чемпіонів того сезону азербайджанський клуб дійшов до чвертьфіналу, де поступився польському «Атом Трефлю» із Сопота. У сезоні 2012/2013 її партнеркою була Олександра Фоміна. Восени бакинки поступилися трофеєм клубного чемпіонату світу команді з бразильського міста Озаску, а навесні, у фіналі Ліги чемпіонів, — «Вакіфбанку».
Очолювала волейбольну команду «Прометей» з Кам'янського, переможця міжнародного турніру пам'яті Ігоря Лисенка в Полтаві (2017 рік). Влітку 2018 року стала помічником головного тренера київського «Фаворита».

## Клуби

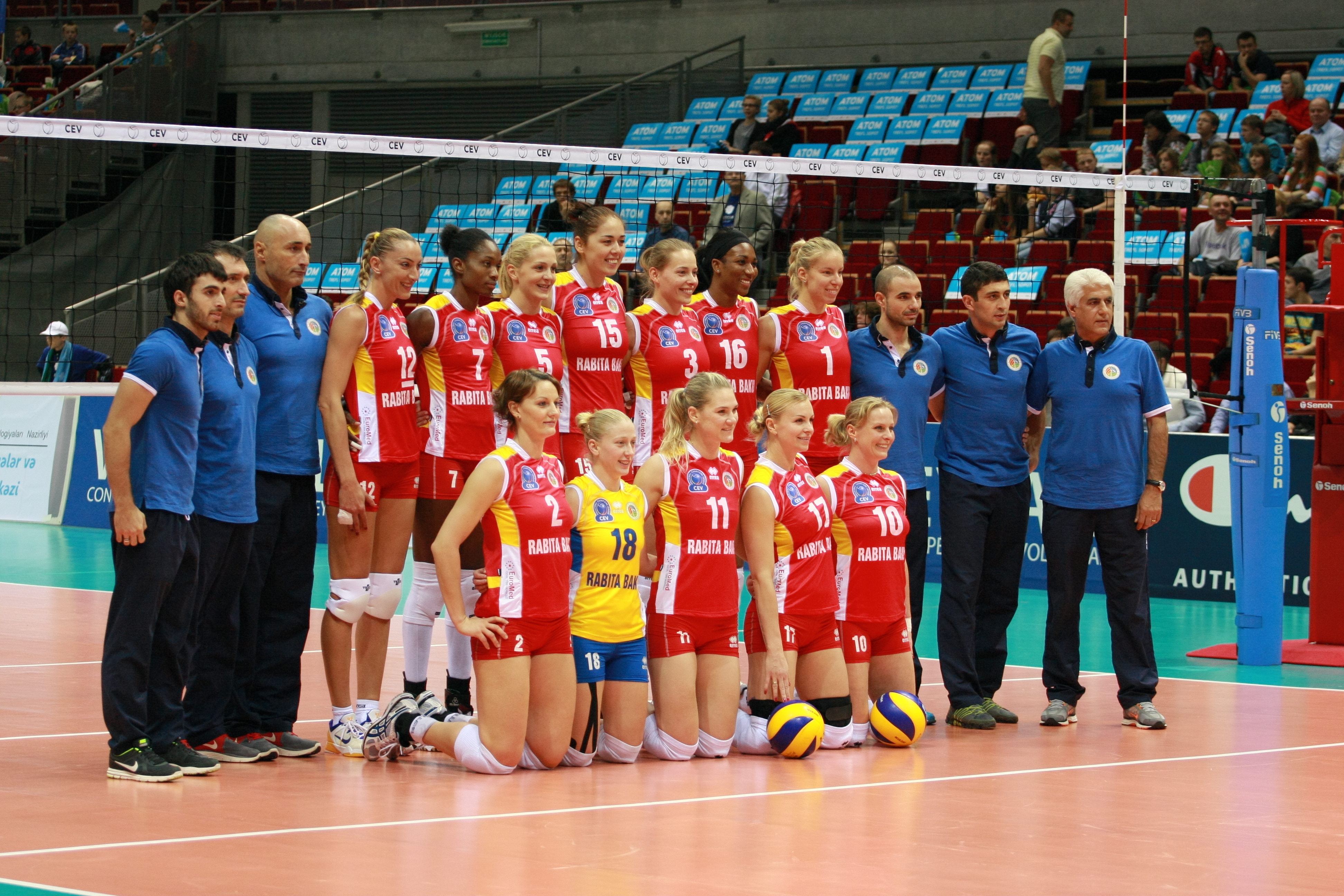
«Рабіта» (Баку) перед грою з польським клубом «Атом Трефль». Ірина Жукова у першому ряді (№ 17).

| Роки      | Команди                        |
| --------- | ------------------------------ |
| 1992—1994 | «Джінестра» (Одеса)            |
| 1996—2000 | «Хімволокно» (Черкаси)         |
| 2000—2001 | «Модена»                       |
| 2001—2002 | «Каффе Сессо» (Реджо-Калабрія) |
| 2002—2003 | «Модена»                       |
| 2003—2005 | «Фоппапедретті» (Бергамо)      |
| 2006—2007 | «Круг» (Черкаси)               |
| 2007—2009 | «Заріччя» (Одинцово)           |
| 2010—2013 | «Рабіта» (Баку)                |

## Досягнення
Командні досягнення:
- Переможець клубного чемпіонату світу (1): 2011
- Володар Ліги чемпіонів (2): 2001, 2005
- Володар Кубка ЄКВ (1): 2004
- Володар Суперкубку Італії (1): 2002
- Чемпіонка Італії (1): 2005
- Чемпіонка Росії (1): 2008
- Володар Кубка Росії (1): 2007
- Чемпіонка Азербайджану (3): 2011, 2012, 2013

Особисті досягнення:
- Найкраща зв'язуюча чемпіонату Європи 2001 року.
- Найкраща зв'язуюча Ліги чемпіонів 2004/2005.
- Найкраща волейболістка чемпіонату України 2006/2007.
- Найкраща зв'язуюча чемпіонату України 2006/2007
- Найкраща зв'язуюча кубка Росії 2007/2008.
- Найкраща зв'язуюча клубного чемпіонату світу 2011 року.
- Найкраща зв'язуюча чемпіонату Азербайджану 2011/2012.
- Капітан жіночої національної збірної України 1998—2005 рр.